# Alexander Dale Oen
Alexander Dale Oen, född 21 maj 1985 i Øygarden, Hordaland fylke, död 30 april 2012 i Flagstaff, Arizona, USA, var en norsk simmare. Dale Oen vann ett silver i OS 2008 och ett guld i VM 2011.
Dale Oen fick sitt internationella genombrott 2005 med en sjundeplats på 100 meter bröst i långbane-VM. Under kortbane-EM i december 2005 satte han nordiskt rekord på 100 m bröst med tiden 59,05. Han blev därmed den förste norrmannen som simmade distansen under en minut. Tiden gav honom fjärdeplatsen på distansen. Dale Oen tog guld på 100 meter bröst i EM 2008. Det var den första guldmedaljen i EM för en norsk manlig simmare. Vid OS i Peking vann han silvermedaljen på 100 m bröstsim. Norges första OS-medalj någonsin i simning. 
Vid VM i simning 2011 vann Dale Oen guld. Det blev särskilt ihågkommet då det var dagarna efter terrordådet i Oslo och massakern på Utøya.
2012 hittades han död i duschen på ett träningsläger i Flagstaff, Arizona.
Badanläggningen AdO arena i Bergen är uppkallad efter honom.